# Pont de Williamsburg
El Pont de Williamsburg és un pont penjant de la ciutat de Nova York, que travessa l'East River, connectant Manhattan a l'alçada de Delancey Street amb Brooklyn, a nivell del barri de Williamsburg.
La construcció del pont va començar el 1896 i va ser inaugurat el 19 de desembre de 1906, amb un cost de 12 milions de dòlars. Fins a l'acabament del Bear Mountain Bridge, va ser el pont penjant més gran del món, amb una longitud de 2227 metres.